# Polikárp Zakar

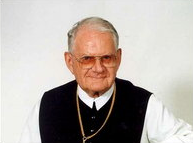
Erzabt Polikárp Zakar

Polikárp Zakar OCist (* 8. Juni 1930 in Ókér, Jugoslawien, heute Serbien, als Ferenc Zakar; † 17. September 2012 in Budapest) war ein ungarischer Zisterziensermönch und Kirchenhistoriker sowie Kirchenrechtler. Er war Generalabt des Zisterzienserordens und Abt des Klosters Zirc in Ungarn.

## Leben
Ferenc Zakar trat nach dem Besuch des Zisterziensergymnasiums im ungarischen Baja in das Zisterzienserkloster Zirc in Ungarn ein, wo er den Ordensnamen Polikárp annahm. Die Einkleidung fand am 29. August 1948 statt. Nach zweijährigem Studium der Philosophie und Theologie in Zirc legte er die zeitliche Profess am 30. August 1949 ab. 1950 absolvierte er ein theologisches Promotionsstudium in Rom. Mit der Aufhebung der ungarischen Klöster unter der stalinistischen Regierung von Mátyás Rákosi wurden er und 27 weitere Ordensgeistliche festgenommen und später in Österreich an die russische Besatzungsmacht übergeben. Am 1. Januar 1954 legte er feierliche Profess ab und empfing am 4. September 1955 in der Schweiz die Priesterweihe.
Zakar war zunächst im Generalat des Zisterzienserordens in Rom tätig. Nach einem Studium der Kirchengeschichte an der Päpstlichen Universität Gregoriana war er ab 1960 Dozent, ab 1966 ordentlicher Professor für Kirchengeschichte am Päpstlichen Athenaeum Sant’Anselmo. An der Päpstlichen Lateranuniversität absolvierte er von 1969 bis 1972 ein Promotionsstudium und lehrte Kanonisches Recht an Sant’Anselmo. Von 1978 bis 1985 war er Dekan der theologischen Fakultät an Sant’Anselmo in Rom.
Er war Berater und Mitglied verschiedener Kongregationen des Heiligen Stuhls, u. a. der Kongregation für die Ordensleute und die Kongregation für die Selig- und Heiligsprechungsprozesse.
Von 1985 bis 1995 war Polikárp Zakar der 80. Generalabt des Zisterzienserordens. Nachdem das 1950 von staatlicher Seite aufgelöste ungarische Kloster Zirc 1989 wieder zugelassen worden war, wirkte er dort von 1996 bis 2008 als Abt von Zirc und Abtpräses der Kongregation von Zirc, zudem war er Professor für Kirchenrecht an der Katholischen Péter-Pázmány-Universität. Nach dem offiziellen Ende seiner Amtszeit als Abt und Präses leitete er Abtei und Kongregation noch bis zur Wahl seines Nachfolgers am 20. Dezember 2010 als Administrator. Bereits am 25. Januar 2000 hatte er von Papst Johannes Paul II. den persönlichen Titel eines Erzabtes erhalten.
Zakar ist Verfasser zahlreicher Bücher und wissenschaftlicher Aufsätze. Von 1963 bis 2007 war er Herausgeber der wissenschaftlichen Ordenszeitschrift Analecta Cisterciensia.

## Ehrungen
- 1995: Ungarischer Verdienstorden
- 2009: Pro Paedagogia Christiana der ungarischen Bischofskonferenz
- 2011: Kommandeurkreuz mit Stern des ungarischen Verdienstordens (Zivilklasse)